# GTR Patricks Vindicator

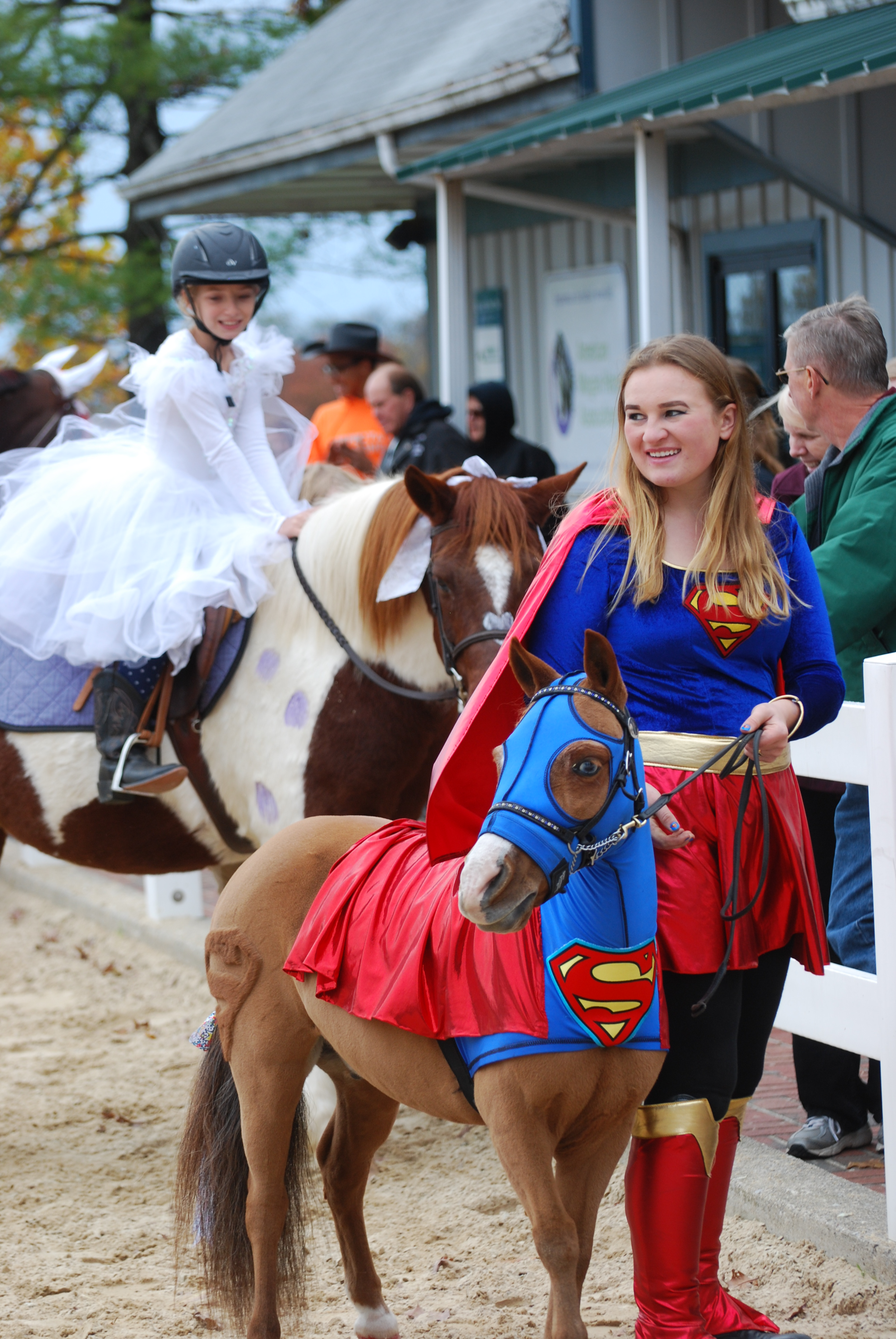
GTR Patricks Vindicator på "Hallowhinny" på Kentucky Horse Park, 2015

GTR Patricks Vindicator, född 17 april 1994, är en registrerad amerikansk miniatyrhäst (valack). Han föddes i South Carolina vid GTR Mini Ranch. Han är mest känd som "Patrick" eller "Patrick The Miniature Horse". Han är en sorrel, med ett blått öga (vänster), en bläs och en krona med vit hov. Han mäter 89 cm i mankhöjd och är registrerad hos American Miniature Horse Association (AMHA) och American Miniature Horse Registry (AMHR). Han köptes av Byrds End Farm den 4 juli 1998 och har bott i Shepherdsville i Kentucky därefter. Han tävlar nu på sanktionerade och icke-sanktionerade shower för miniatyrhästar, utför terapiarbeten och utställningar vid anmärkningsvärda evenemang i hela Kentucky.

## Tidigt liv
GTR Patricks Vindicator föddes den 17 april 1994 i South Carolina, efter Wrights Vindicator och undan Dell Teras Lulu. Han stannade i South Carolina i 2-3 år och blev även valack under denna tid. Cirka 1997 såldes han till Roger Herald i Lagrange, Kentucky, där han grundtränades och användes i en djurpark under en kort period. Den 4 juli 1998 köpte Dr. Raymond och Jessica Schaaf GTR Patricks Vindicator och KPM TopGun (en pinto miniatyrhäst) till sin då ettåriga dotter, Sarah. Mellan 1998 och 2002 tränades han av Jessica Schaaf att köras och ridas. Sarah red ofta på honom ända tills hon fyllt sju år. Hans körkarriär avbröts efter att han skadades i en olycka - Schaafs ser det inte nödvändigt att riskera ytterligare skada.

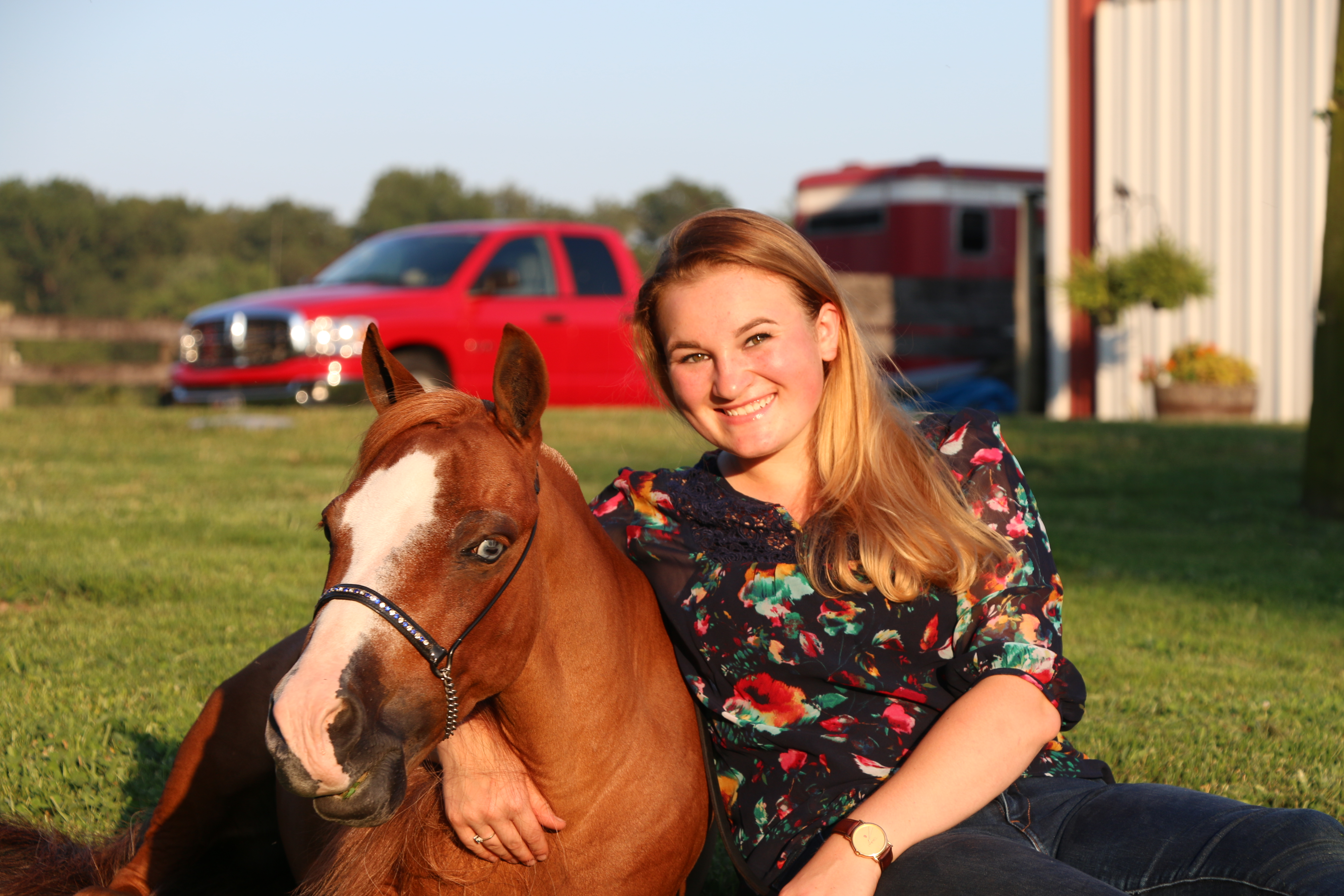
GTR Patricks Vindicator och ägaren Sarah Schaaf

## Utställningskarriär
GTR Patricks Vindicator började tävla i utställningar 2002. Många av de mässor som han och Sarah har tävlat i inkluderar Bullitt County Fair, Oldham County Fair, Larue County Fair, Lawrenceburg Fair, Spencer County Fair och Franklin County Fair. Han har också tävlat på Bluegrass Classic Horse Show, som hölls på Kentucky State Fair från 2002. Bluegrass Classic är en AMHA-sanktionerad show. Han har tävlat i följande klasser från 2002 till nu:
- Youth Jumper – 13-18 Years (2008-2015)
- Amateur Jumper (2016-)
- Open Jumper (2008-)
- Liberty (2012-)
- Senior Geldings – Over 32” to 34” (2002-)
- Stock-Type Senior Geldings (2015-)
- Youth Stock-Type Geldings (2015)
- Youth Hunter – 13-18 Years (2014-)
- Amateur Hunter (2016-)
- Open Hunter (2014-)
- Youth Showmanship – 8-12 Years (2005-2009)
- Youth Showmanship – 13-18 Years (2010-2015)
- Amateur Showmanship (2016-)
- Open Costume (2002-)
- Solid Color Stallions and Geldings (2002-)
- Youth Exhibiting A Senior Gelding – 7 Years & Under (2002-2004)
- Youth Exhibiting A Senior Gelding – 8-12 Years (2005-2009)
- Youth Exhibiting A Senior Gelding – 13-18 Years (2010-2015

* Från 2016 är Sarah Schaaf inte längre kvalificerad att tävla i ungdomsklasser och måste nu tävla i amatör- och öppna klasser.

### Utmärkelser
2013 High Point Youth Halter Award, Kentucky Association of Fairs and Horse Shows 

## Terapi
GTR Patricks Vindicator är ett terapidjur, registrerat hos Pet Partners. År 2014 genomförde Sarah Schaaf en onlinehandledarkurs som gjorde GTR Patricks Vindicator berättigad till en "utvärdering". Som anges på Pet Partners webbplats,
"The Pet Partners Therapy Animal Program also distinguishes itself by requiring all animals to pass a skills and aptitude evaluation every two years to remain registered as a therapy animal, a practice recommended by both the International Association of Human-Animal Interaction Organizations (IAHAIO) as well as the Society for Healthcare Epidemiology of America (SHEA).  However, it’s more than an evaluation for the animal. Handlers are also expected to demonstrate best practices in handling, elevating the requirements of a therapy animal team beyond basic obedience skills."
Sarah Schaaf har tagit Patrick till Kindred Hospital i Louisville, Kentucky för att besöka patienter som lider av ALS och multipel skleros. De har också deltagit i välgörenhetsevenemanget Reach Out For Kosair Kids.

### Utmärkelser
Han invaldes i Kentucky Veterinary Medical Association's Animal Hall of Fame 2015.

## Sociala medier
En Facebook-sida, Youtube-kanal och Instagram-konto drivs alla från "Patricks synvinkel". Dessa konton följs av tiotusentals användare över hela världen.